# Jamal Lewis (Footballspieler)
Jamal Lafitte Lewis (* 26. August 1979 in Atlanta, Georgia) ist ein ehemaliger US-amerikanischer American-Football-Spieler auf der Position des Runningbacks. Er spielte für die Baltimore Ravens und die Cleveland Browns in der National Football League (NFL).
Er gewann mit den Ravens den Super Bowl XXXV und erzielte in der Saison 2003 als fünfter Spieler der NFL-Geschichte mehr als 2.000 Yards im Laufspiel.

## Karriere

### College
Lewis spielte College-Football gemeinsam mit Peyton Manning für die University of Tennessee. 

### NFL

#### Baltimore Ravens
Im Jahr 2000 wurde er dann von den Baltimore Ravens als fünfter Spieler in der ersten Runde der NFL Draft verpflichtet. In seiner ersten Saison  verdrängte er den kleineren Halfback Priest Holmes als erfolgreichsten Runningback des Teams mit 1.364 erlaufenen Yards. Holmes wurde nach seinem Wechsel zu den Kansas City Chiefs in der folgenden Saison erfolgreichster Runningback der NFL. Lewis trug 2001 mit einem Touchdown zum Sieg im Super Bowl über die New York Giants im Super Bowl XXXV bei.
Neben ihm haben es nur Eric Dickerson, Terrell Davis, Barry Sanders, O.J. Simpson, Chris Johnson, Adrian Peterson und Derrick Henry geschafft, mehr als 2.000 Yards in einer Saison zu erlaufen. Lewis schaffte dies in der Saison 2003 mit 2.066 Yards.

#### Cleveland Brown
Von 2007 bis 2009 spielte er für die Cleveland Browns, bevor er nach der Saison 2009 seine Karriere beendete.

## Leben

### Gerichtsverfahren
Am 26. Januar 2005 wurde Lewis zu vier Monaten Gefängnis und 500 Sozialstunden verurteilt, da er vor der Saison 2004 versuchte, Kokain zu erwerben. Zudem musste er deswegen eine Suspendierung für zwei Spiele in der Saison durch die Ravens hinnehmen.
| Personendaten    | Personendaten                               |
| ---------------- | ------------------------------------------- |
| NAME             | Lewis, Jamal                                |
| ALTERNATIVNAMEN  | Lewis, Jamal Lafitte (vollständiger Name)   |
| KURZBESCHREIBUNG | US-amerikanischer American-Football-Spieler |
| GEBURTSDATUM     | 26. August 1979                             |
| GEBURTSORT       | Atlanta, Georgia                            |